# Oserna (Bila Zerkwa)
Oserna (ukrainisch Озерна; russisch Озёрная Osjornaja, polnisch Ezierna/Jeziorna) ist ein Dorf im Süden der ukrainischen Oblast Kiew mit etwa 3000 Einwohnern (2001).
In dem erstmals 1656 schriftlich erwähnten Dorf wurde 1847 eine Zuckerfabrik erbaut, die während der Sowjetzeit täglich 9600 t Zuckerrüben verarbeitete.
Am 12. Juni 2020 wurde das Dorf zum ein Teil der neugegründeten Landgemeinde Mala Wilschanka, bis dahin bildete es zusammen mit den Dörfern Korschiwka (Коржівка) und Meschowe (Межове) die gleichnamige Landratsgemeinde Oserna (Озернянська сільська рада/Osernjanska silska rada) im Süden des Rajons Bila Zerkwa.
Das Dorf liegt am Ufer der Poprawka (Поправка), einem 25 km langen Nebenfluss des Ros, 23 km südlich vom Rajonzentrum Bila Zerkwa und etwa 110 km südlich vom Oblastzentrum Kiew.
Östlich der Ortschaft verläuft die Fernstraße M 05 / E 95.